# Ballon d'or féminin 2022
Navigation
Édition précédente
Le Ballon d'or féminin 2022 est la 4e édition du Ballon d'or féminin. Organisé par le magazine France Football, il récompense la meilleure footballeuse de la saison 2021/2022. Au cours de la même cérémonie, il est également décerné le Ballon d'or masculin pour le meilleur footballeur, le Trophée Kopa pour le meilleur joueur masculin de moins de 21 ans de l'année et le Trophée Yachine 2022 pour le meilleur gardien de but masculin de la saison.
C'est la première fois que le  ballon d'or féminin suit le cours d'une saison de football classique.

## Liste des nommées et résultat
Alors que le trophée est d'organisation française, la liste des postulantes au titre se renouvelle en 2022, avec 13 nouvelles entrantes dans la liste, et continue de s'internationaliser, le choix des nommées puisant aussi bien dans les compétitions de l'Euro, qu'au sein de la Coupe d'Afrique des nations, de la Copa America et du Championnat Concacaf.  L'Afrique est pour la première fois représentée avec la Nigériane Asisat Oshoala, élue meilleure joueuse du continent.
La gagnante du titre est l'Espagnole Alexia Putellas, élue pour la seconde fois. L'Anglaise Beth Mead et l'Australienne Sam Kerr sont classées deuxième et troisième.
| Rang | Joueuse                 | Club                           | Sélection nationale | Poste             | Points | %      |
| ---- | ----------------------- | ------------------------------ | ------------------- | ----------------- | ------ | ------ |
| 1    | Alexia Putellas         | FC Barcelone                   | Espagne             | Milieu de terrain | 178    | 25.87% |
| 2    | Beth Mead               | Arsenal WFC                    | Angleterre          | Attaquante        | 152    | 22.09% |
| 3    | Sam Kerr                | Chelsea FC                     | Australie           | Attaquante        | 74     | 10.76% |
| 4    | Lena Oberdorf           | VfL Wolfsburg                  | Allemagne           | Milieu de terrain | 44     | 6.40%  |
| 5    | Aitana Bonmatí          | FC Barcelone                   | Espagne             | Milieu de terrain | 43     | 6.25%  |
| 6    | Alexandra Popp          | VfL Wolfsburg                  | Allemagne           | Attaquante        | 37     | 5.38%  |
| 7    | Ada Hegerberg           | Olympique lyonnais             | Norvège             | Attaquante        | 29     | 4.22%  |
| 8    | Wendie Renard           | Olympique lyonnais             | France              | Défenseure        | 26     | 3.78%  |
| 9    | Catarina Macario        | Olympique lyonnais             | États-Unis          | Milieu de terrain | 21     | 3.05%  |
| 10   | Lucy Bronze             | Manchester City FC Barcelone   | Angleterre          | Défenseure        | 20     | 2.90%  |
| 11   | Vivianne Miedema        | Arsenal WFC                    | Pays-Bas            | Attaquante        | 14     | 2.03%  |
| 12   | Christiane Endler       | Olympique lyonnais             | Chili               | Gardienne de but  | 10     | 1.45%  |
| 13   | Alex Morgan             | Pride d'Orlando San Diego Wave | États-Unis          | Attaquante        | 10     | 1.45%  |
| 14   | Selma Bacha             | Olympique lyonnais             | France              | Défenseure        | 9      | 1.31%  |
| 15   | Millie Bright           | Chelsea FC                     | Angleterre          | Défenseure        | 6      | 0.87%  |
| 16   | Asisat Oshoala          | FC Barcelone                   | Nigeria             | Attaquante        | 4      | 0.58%  |
| 17   | Marie-Antoinette Katoto | Paris Saint-Germain            | France              | Attaquante        | 4      | 0.58%  |
| 18   | Trinity Rodman          | Washington Spirit              | États-Unis          | Attaquante        | 3      | 0.44%  |
| 19   | Fridolina Rolfö         | FC Barcelone                   | Suède               | Attaquante        | 3      | 0.44%  |
| 20   | Kadidiatou Diani        | Paris Saint-Germain            | France              | Attaquante        | 1      | 0.15%  |